# La Pacaudière
 La Pacaudière  es una población y comuna francesa, situada en la región de Ródano-Alpes, departamento de Loira, en el distrito de Roanne. Es el chef-lieu y mayor población del cantón de La Pacaudière.

## Demografía
| 1157 | 1219 | 1279 | 1222 | 1182 | 1168 | 1108 | 1091 | 1049 | 1063 | 1054 |
| Para los censos de 1962 a 1999 la población legal corresponde a la población sin duplicidades (Fuente: INSEE [Consultar]) |      |      |      |      |      |      |      |      |      |      |